# Grote of Sint-Maartenskerk (Zaltbommel)
De Grote of Sint-Maartenskerk van Zaltbommel is een grote basiliek met een driebeukig schip en een eenbeukig koor en geldt als een van de belangrijkste voorbeelden van de Nederrijnse gotiek. Het is tegenwoordig een protestantse (PKN)-kerk.
De kerk had een 11e-eeuwse voorganger.
Het oudste deel van de kerk is het 14e-eeuwse priesterkoor, dat indertijd gebouwd werd ter uitbreiding van de tot kapittelkerk verheven voorganger van de huidige kerk. Dit koor is lager dan het schip en wijkt ook qua stijl af van de rest van de kerk. De bouw van de eerste kerk werd begonnen door bisschop Bernold of Bernulphus die ter plaatse een romaanse kruiskerk bouwde. Bij opgravingen in 1981 en 1984 bleek de aanwezigheid van deze kerk toen funderingsresten onder de vloer werden aangetroffen. In 1303 werd het gebouw (met het nieuwe, heden nog bestaande koor) verheven tot kapittelkerk met tien kanunniken. Het aanwezige koor samen met de zogenaamde Varkenstoren zijn de enige overblijfselen van deze kerk. De huidige basiliek kwam vanaf ca. 1450 tot stand en werd in ca. 1500 voltooid. In 1572 werd Zaltbommel ingenomen door de Watergeuzen. Het kapittel werd toen opgeheven en de Sint-Maartenskerk werd een Hervormd kerkgebouw.

## De toren

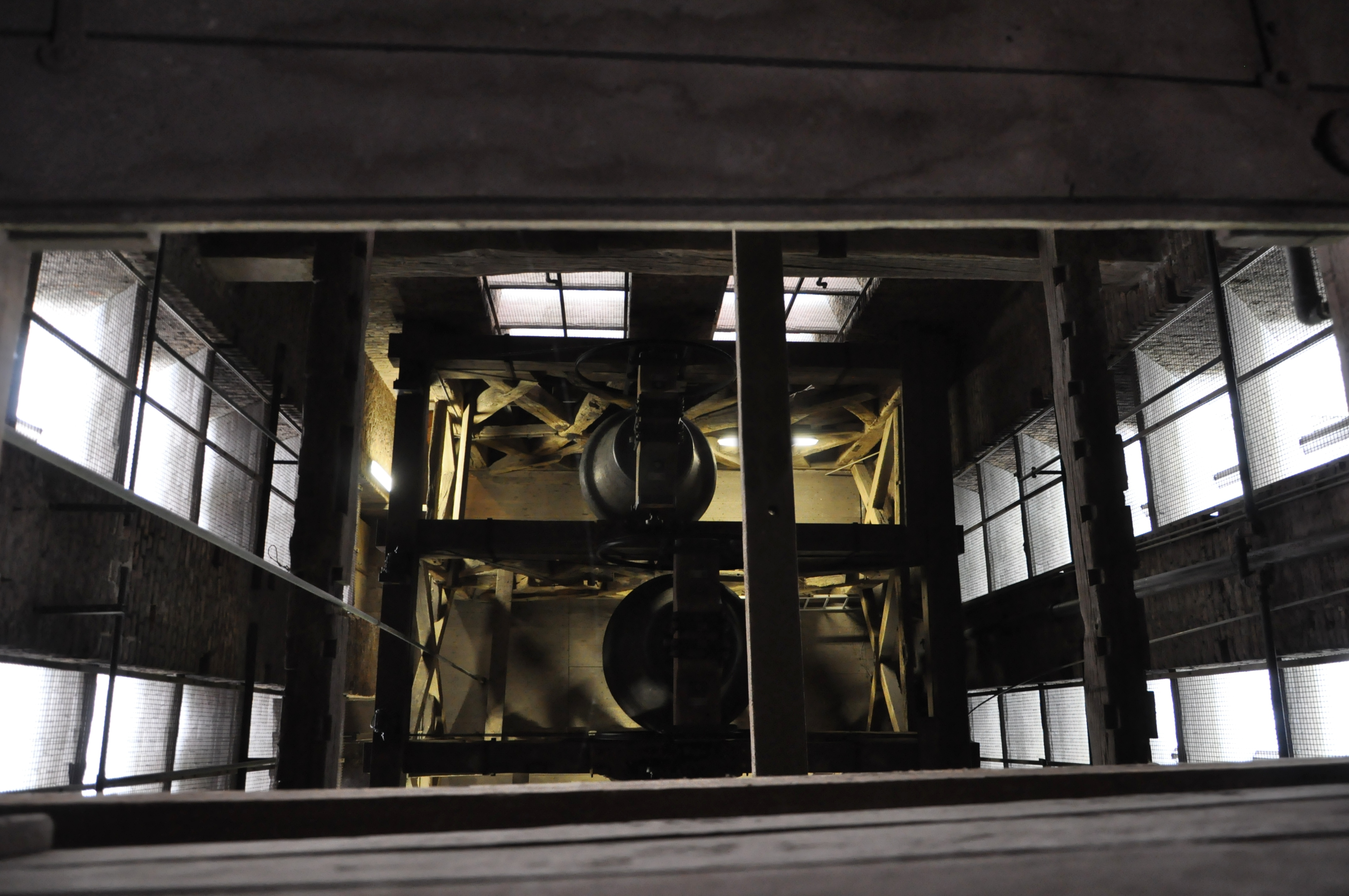
De luidklokken van bovenaf gezien

De toren bezat een dertig meter hoge spits, waardoor deze totaal 100 meter hoog was. Door blikseminslag brandde die spits in 1538 af. Ook de bescheidenere opvolger werd een prooi van de vlammen. In 1708 was de onderbouw van een nieuwe spits gereed, maar het werk staakte en werd niet meer hervat. Bij een restauratie in het begin van de twintigste eeuw werd deze onderbouw verwijderd en kreeg de toren zijn huidige uiterlijk. De gehele kerk is in steen overwelfd.

## Het orgel

Het orgel van de Sint Maartenskerk te Zaltbommel

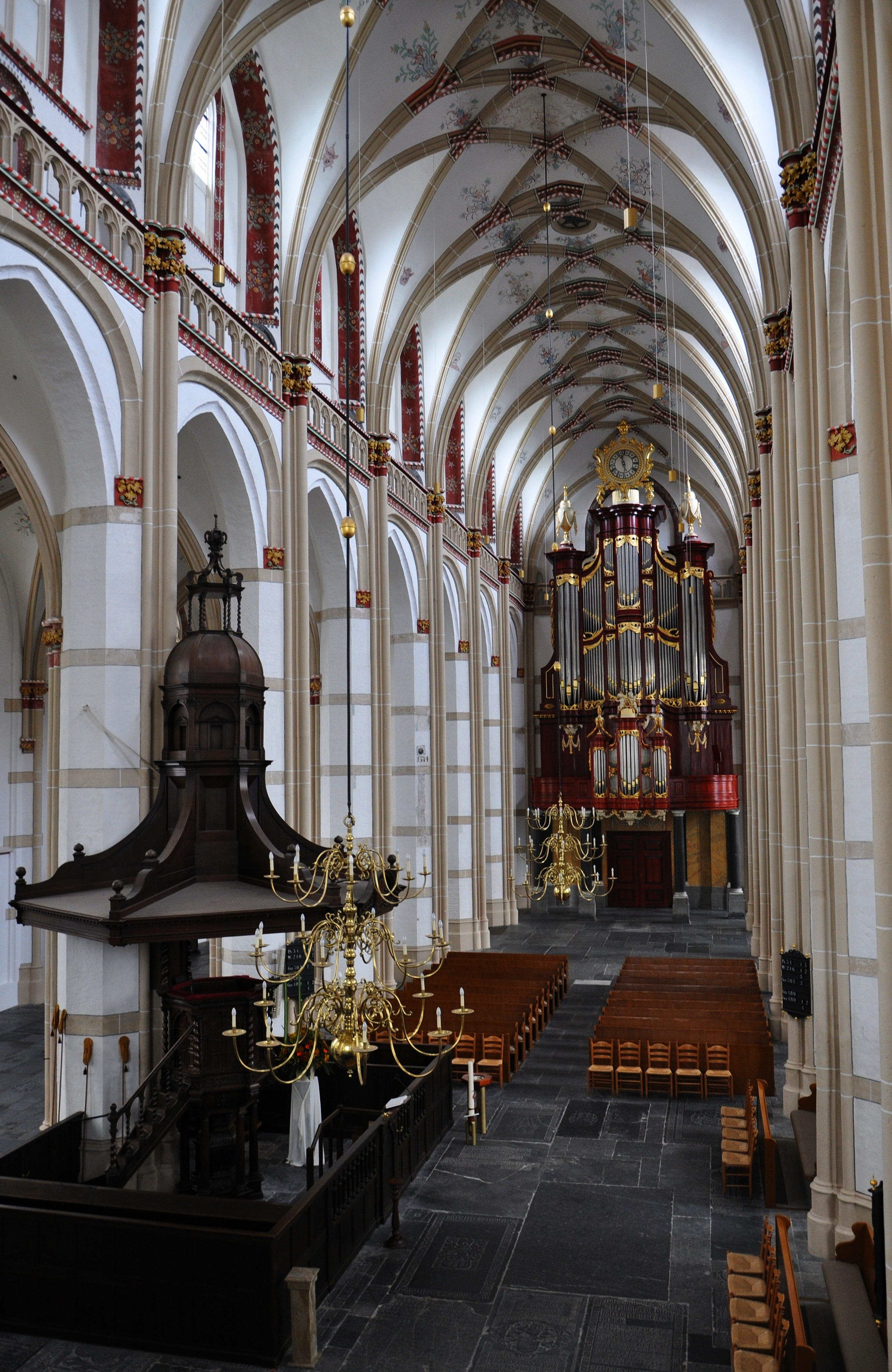
Het interieur

Het orgel van de Grote of Sint-Maartenskerk is gebouwd door Andries Wolfferts in de jaren 1783-1786. Hij gebruikte hierbij ouder pijpwerk van Matthijs Verhofstadt. Al na 10 jaar werd het instrument verbeterd door Antonius Friedrich Gottlieb Heijneman.
In 1860 werkte de orgelbouwer Naber aan het orgel. Hierbij werd een nieuwe Viola da Gamba geplaatst. W. van Dijk uit Utrecht wijzigde in 1905 de dispositie enigszins, maar dat bleef verder zonder bijzonder merkbare verandering van de klank.
Aan het eind van de Tweede Wereldoorlog werd het orgel gedemonteerd vanwege de dreigementen van de Duitsers om de toren op te blazen. Firma J. de Koff bouwde het na de bevrijding weer op en restaureerde het. Hierbij werd het pijpwerk ingekort, waardoor de toonhoogte bijna een halve toon hoger werd. Het resultaat was zeer teleurstellend. Het doel om het orgel helderder te laten klinken was niet gehaald.
In 1982 startte de orgelbouwer S.F. Blank een restauratie om het orgel weer in oude staat te herstellen. Adviseur bij de restauratie was Klaas Bolt.
De belangrijkste werkzaamheden betroffen herstel van de windladen en het terugbrengen op originele lengte van het pijpwerk.
Tussen 1977 en 1985 werd de kerk grondig gerestaureerd; in 1985 vonden restaurateurs onder een dikke kalklaag geschilderde notenbalken en Latijnse woorden, die na verder onderzoek een Gregoriaanse zangtekst bleken te omvatten. 
Op 20 september 1985 werd de kerk officieel heropend door prins Claus.

### Dispositie
| HOOFDWERK                 |
| ------------------------- |
| Prestant 16'              |
| Octaaf 8'                 |
| Bordon 8'                 |
| Octaaf 4'                 |
| Fluyt 4'                  |
| Quint 3'                  |
| Octaaf 2'                 |
| Flageolet 2'              |
| Mixtuur III-IV            |
| Cornet V (discant)        |
| Sesquialter II (discant)  |
| Trompet 16' (bas/discant) |
| Trompet 8' (bas/discant)  |
| Tremulant                 |

| RUGWERK                      |
| ---------------------------- |
| Bourdon 16'                  |
| Prestant 8'                  |
| Bourdon 8'                   |
| Flautraver 8'                |
| Fluyt 4'                     |
| Octaaf 2'                    |
| Flageolet 1'                 |
| Mixtuur III-IV (bas/discant) |
| Cornet IV (discant)          |
| Dulciaan 8'                  |
| Tremulant                    |

| BOVENWERK                       |
| ------------------------------- |
| Prestant 8' (bas/discant)       |
| Holpijp 8'                      |
| Gemshoorn 8'                    |
| Viola di Gamba 8' (bas/discant) |
| Fluyt 4'                        |
| Waldfluyt 2'                    |
| Carillon III                    |
| Fagot 8' (bas/discant)          |
| Vox Humana 8'                   |
| Tremulant                       |

| PEDAAL     |
| ---------- |
| Subbas 16' |
| Octaaf 8'  |
| Octaaf 4'  |
| Basuyn 16' |
| Trompet 8' |
| Clarino 4' |

## Trivia
- Onder den Sint-Maarten, vernoemd naar deze kerk